# Weinburg
Weinburg è un comune austriaco di 1 319 abitanti nel distretto di Sankt Pölten-Land, in Bassa Austria.